# Zoreane, Ciornomorske
Zoreane (în ucraineană Зоряне) este un sat în comuna Daleke din raionul Ciornomorske, Republica Autonomă Crimeea, Ucraina.

## Demografie
Componența lingvistică a localității Zoreane
     Rusă (56,59%)
     Tătară crimeeană (21,82%)
     Ucraineană (17,95%)
     Belarusă (1,14%)
     Alte limbi (0,23%)
Conform recensământului din 2001, majoritatea populației localității Zoreane era vorbitoare de rusă (56,59%), existând în minoritate și vorbitori de tătară crimeeană (21,82%), ucraineană (17,95%) și belarusă (1,14%).